# Myriopholis
Myriopholis is een geslacht van slangen uit de familie draadwormslangen (Leptotyphlopidae) en de onderfamilie Leptotyphlopinae.

## Naam en indeling
De wetenschappelijke naam van de groep werd voor het eerst voorgesteld door Stephen Blair Hedges, Solny Arnardottir Adalsteinsson en William Roy Branch in 2009. Er zijn 24 soorten, inclusief de pas in 2019 beschreven soort Myriopholis occipitalis. De slangen werden eerder aan andere geslachten toegekend, zoals Glauconia en Leptotyphlops.
De geslachtsnaam Myriopholis betekent vrij vertaald 'veelschubbig'; myrios = veel en pholis  = schub.

## Verspreiding en habitat
De slangen komen voor in delen van Azië, Afrika en het Midden-Oosten en leven in de landen Zuid-Afrika, Afghanistan, Algerije, Arabisch Schiereiland, Benin, Botswana, Burkina Faso, Centraal-Afrikaanse Republiek, Egypte, Eritrea, Ethiopië, Ghana, Guinee-Bissau, Guinee, India, Irak, Iran, Israël, Ivoorkust, Jemen, Jemen, Jordanië, Kameroen, Kenia, Libië, Malawi, Mali, Mauritanië, Mozambique, Niger, Nigeria, Oman, Pakistan, Saoedi-Arabië, Senegal, Sinaï, Soedan, Somalië, Syrië, Tanzania, Togo, Tsjaad, Tsjaad, Tunesië, Turkije, Verenigde Arabische Emiraten, Zambia, Zimbabwe, mogelijk in Congo-Brazzaville. De habitat bestaat uit droge en vochtige savannen, scrublands, woestijnen, bossen, draslanden en graslanden. Ook in door de mens aangepaste streken zoals landelijke tuinen en akkers kunnen de dieren worden aangetroffen.

## Beschermingsstatus
Door de internationale natuurbeschermingsorganisatie IUCN is aan tien soorten een beschermingsstatus toegewezen. Zevensoorten worden beschouwd als 'veilig' (Least Concern of LC) en drie soorten als 'onzeker' (Data Deficient of DD).

## Soorten
Het geslacht omvat de volgende soorten, met de auteur en het verspreidingsgebied.
| Naam                     | Auteur                         | Verspreidingsgebied |
| ------------------------ | ------------------------------ | --- |
| Myriopholis adleri       | Hahn & Wallach, 1998           | Tsjaad, Senegal, Burkina Faso, Centraal-Afrikaanse Republiek, Kameroen, Mali, Benin, Niger, Ghana, Soedan |
| Myriopholis albiventer   | Hallermann & Rödel, 1995       | Ivoorkust, Guinea, Mali, Burkina Faso |
| Myriopholis algeriensis  | Jacquet, 1896                  | Tunesië, Algerije, Marokko, Westelijke Sahara, Mauritanië, Mali, Niger, Gambia |
| Myriopholis blanfordi    | Boulenger, 1890                | Afghanistan, India, Pakistan, Iran, mogelijk in Saoedi-Arabië |
| Myriopholis boueti       | Chabanaud, 1917                | Senegal, Mauritanië, Mali, Tsjaad, Burkina Faso, Niger, Soedan |
| Myriopholis braccianii   | Scortecci, 1929                | Eritrea, Soedan, Ethiopië, Somalië, Kenia |
| Myriopholis burii        | Boulenger, 1905                | Saoedi-Arabië, Jemen |
| Myriopholis cairi        | Duméril & Bibron, 1844         | Egypte, Ethiopië, Eritrea, Soedan, Somalië, Niger, Mauritanië |
| Myriopholis erythraeus   | Scortecci, 1929                | Eritrea, Ethiopië |
| Myriopholis filiformis   | Boulenger, 1899                | Jemen |
| Myriopholis ionidesi     | Broadley & Wallach, 2007       | Tanzania, Malawi, Mozambique |
| Myriopholis lanzai       | Broadley, Wade & Wallach, 2014 | Libië |
| Myriopholis longicauda   | Peters, 1854                   | Somalië, Mozambique, Zuid-Afrika, Zimbabwe, Botswana, Zambia |
| Myriopholis macrorhyncha | Jan, 1860                      | Turkije, Algerije, Tunesië, Egypte, Sinaï, Israël, Senegal, Ghana, Guinee, Eritrea, Nigeria, Ethiopië, Soedan, Kenia, Somalië, Jordanië, Syrië, Irak, Iran, Oman, Verenigde Arabische Emiraten, India, Pakistan, mogelijk in Kameroen |
| Myriopholis macrura      | Boulenger, 1903                | Jemen |
| Myriopholis narirostris  | Peters, 1867                   | Nigeria, Kameroen, Ghana, Togo, Guinee-Bissau, Ivoorkust, Senegal, mogelijk in Niger |
| Myriopholis nursii       | Anderson, 1896                 | Jemen, Arabisch Schiereiland, Oman, Somalië, Eritrea |
| Myriopholis occipitalis  | Trape & Chirio, 2019           | Tsjaad, Centraal-Afrikaanse Republiek |
| Myriopholis parkeri      | Broadley, 1999                 | Ethiopië |
| Myriopholis perreti      | Roux-Estève, 1979              | Kameroen, Gabon, mogelijk in Congo-Brazzaville |
| Myriopholis rouxestevae  | Trape & Mané, 2004             | Senegal, Guinea |
| Myriopholis tanae        | Broadley & Wallach, 2007       | Kenia, Ethiopië, Somalië |
| Myriopholis wilsoni      | Hahn, 1978                     | Jemen |
| Myriopholis yemenica     | Scortecci, 1933                | Jemen |